# Fuga de Peniche

Ilustração de Margarida Tengarrinha sobre a Fuga de Peniche

A Fuga de Peniche foi um episódio da história de Portugal — no contexto da oposição ao regime salazarista — ocorrido na prisão de alta-segurança de Peniche a 3 de janeiro de 1960.
Participaram na fuga Álvaro Cunhal, Carlos Campos da Costa, Francisco Miguel Duarte, Francisco Martins Rodrigues, Guilherme Costa Carvalho, Jaime Serra, Joaquim Gomes, José Carlos, Pedro dos Santos Soares e Rogério Carvalho, além de um guarda da Guarda Nacional Republicana (GNR).

## História
A operação foi organizada internamente por uma comissão integrada por Álvaro Cunhal, Jaime Serra e Joaquim Gomes e, no exterior, por Pires Jorge e Dias Lourenço, com a ajuda de Octávio Pato, Rui Perdigão e Rogério Paulo.
Fuga
No exterior, Pires Jorge e António Dias Lourenço, com o auxílio de Octávio Pato e Rui Perdigão, planearam a fuga. A execução do plano teve início às 16h, no dia 3 de janeiro de 1960. O carro dirigido por Rogério Paulo, com o porta-bagagens destrancado, parou no largo à frente do Forte, dando assim sinal aos que estavam dentro para iniciarem a fuga.
Na data aprazada, ao final da tarde, um automóvel (conduzido pelo ator, já falecido, Rogério Paulo) parou em frente ao forte com o porta-bagagens aberto. Esse era o sinal combinado para que, no interior da prisão se soubesse que, no exterior, estava tudo a postos para a fuga.
O carcereiro foi então neutralizado com o emprego de uma anestesia e, com a ajuda de um sentinela — o guarda Jorge Alves — que fazia parte do plano de fuga, os prisioneiros atravessaram, sem serem percebidos pelos demais sentinelas, o trecho mais exposto do percurso. Encontrando-se no piso superior, desceram para o piso inferior por uma árvore. Daí correram para o pano exterior da muralha, para logo descerem o mesmo com o auxílio de uma corda feita com lençóis até alcançarem o fosso exterior. Dele, tiveram ainda que saltar um muro para chegar à vila, onde já se encontravam à espera os automóveis que os haviam de transportar para as casas clandestinas onde deveriam pernoitar.
Álvaro Cunhal passou a noite na casa de Pires Jorge em São João do Estoril, onde ficou a viver clandestinamente durante algum tempo.
Não participando na operação, na prisão ficaria Júlio Fogaça, ideólogo do partido e opositor interno de Álvaro Cunhal.
O guarda Jorge Alves que participou na conspiração exilou-se logo em Bucareste, Roménia. Aí juntou-se-lhe mais tarde a família. Jorge Alves, a quem fora garantido pelos demais conspiradores que no exílio iria ter uma boa vida, não viu as suas expectativas realizadas e acabou por suicidar-se (ao que não haveria sido alheio encontrar-se longe da pátria e sem perspetiva de poder regressar assim como possíveis dificuldades materiais por haver sido esbulhado da recompensa).
Após o 25 de Abril, a sua esposa regressou a Portugal e haveria tentado falar com Álvaro Cunhal (na altura ministro do governo provisório) para lhe pedir casa e trabalho. Cunhal, de semblante carregado, nega-lhe as pretensões, alegando que, após a família ter deixado a Roménia para um país ocidental, o contrato cessou e que o PCP nada lhe deve. Em 1960 Jorge Alves recebeu dos conspiradores 120 contos de réis de recompensa, mas, no seguimento da operação, a sua esposa foi detida e havendo confessado a existência do dinheiro, ele foi-lhe confiscado pelo Estado. Dele foi posteriormente ressarcida após o 25 de Abril.

### Citações
1. 1 2 3  «Fuga de Peniche». Museu do Aljube. 3 de janeiro de 2021. Cópia arquivada em 3 de março de 2021
2. ↑  Almeida, São José (2 de novembro de 2018). «Fogaça, a biografia que fazia falta». PÚBLICO. Consultado em 23 de outubro de 2024
3. ↑  «Forte de Peniche. A fuga de Cunhal e a história do guarda que o ajudou»
4. ↑  «Forcalhense libertou Álvaro Cunhal há 50 anos». Consultado em 20 de julho de 2012